# War Gods
War Gods è un videogioco arcade picchiaduro del 1996, creato dalla Midway Games e sviluppato nel 1997 per Microsoft Windows, Nintendo 64 e PlayStation.
Fortemente influenzato dalla serie Mortal Kombat di Midway, ne presenta controlli simili come le fatality. Elemento unico in War Gods è il pulsante "3D", che consente agli utenti di utilizzare lo sfondo/primo piano per ulteriori attacchi e manovre evasive. La grafica del gioco è stata creata utilizzando una tecnologia di Midway chiamata "digital skin", creata per mappare fotografie su modelli 3D.

## Trama
Molto tempo prima, un'astronave che trasportava preziosi minerali vivificanti (Ore) si schiantò sulla Terra; i pezzi di minerale si dispersero in tutto il pianeta e nel corso degli anni furono man mano ritrovati da dieci umani, ognuno dei quali rinvenne una pietra del minerale. Questi li trasformarono in potenti esseri, gli dei della guerra; che ora si combattono per possedere tutte le pietre e diventare l'ultimo super-guerriero. Per fare questo il giocatore deve battere gli altri 9 combattenti e un clone del personaggio che il giocatore ha scelto prima di andare a combattere il sub-boss, Grox, e il boss principale, Exor.

## Personaggi
- Ahau Kin: in origine era un malvagio sciamano azteco-maya che ebbe una visione dove, in un pozzo sacrificale, avrebbe trovato un oggetto molto potente. Mandò allora molti suoi schiavi a prendere l'oggetto nell'abisso, ma quando il suo ennesimo schiavo morì nel tentativo, scese lui stesso nell'abisso e ritornò nel mondo dei viventi con in mano l'Ore.
- Anubis: questo ladro di tombe era alla ricerca delle ricchezze perdute della Valle dei Re, dove profanava le tombe. Entrato in una piramide, ne trafugò il tesoro, ignaro che a guardia di esso vi era l'Ore, che aveva il compito di distruggere chiunque avesse osato profanare la tomba. Il ladro venne quindi distrutto, ma la sua anima venne dannata con il nome di Anubis (da qui il suo aspetto, che ricorda appunto il dio egiziano Anubi).
- Cy-5: questo cyborg avanzato fu creato nell'anno 2096 da un gruppo di scienziati, i quali impiantarono l'Ore nel suo corpo ignari che gli avrebbe dato la vita. Il cyborg uccise tutti gli scienziati per poi scoprire che gli sarebbero serviti altri Ore per ottenere la coscienza umana.
- Kabuki Jo: Jo era un temuto samurai del Giappone feudale (più precisamente un guerriero Kabuki). Scoperto l'Ore nel mezzo di una battaglia, rimase accecato dal suo potere tanto che uccise i propri alleati; realizzato quanto aveva fatto e roso dalla vergogna, diventò Kabuki Jo e si dedicò al fine di controllare il potere dell'Ore.
- Maximus: un potente gladiatore dell'Antica Roma che combatteva per dare spettacolo sottostando ai suoi maestri. Durante una festa di celebrazione dell'Ore, combatté per determinare quale maestro lo avrebbe preso. Uccise il suo avversario, e poi anche i suoi maestri, quindi fuggì con l'Ore e da quel giorno si impegnò a combattere per liberare chiunque si trovi in schiavitù.
- Pagan: una regina esperta di magia nera che scoprì la posizione dell'Ore tramite degli antichi manoscritti. Pagan arrivò alla cattedrale dove si trovava, decifrò il manoscritto e prese l'Ore, la sua sete di potere aumentò sempre di più, al punto che ebbe infine intenzione di uccidere chiunque osasse intralciare il suo cammino.
- Tak: migliaia di anni fa, un'antica civiltà venerava l'Ore come fosse un dio ma un regno rivale invase le sue terre per appropriarsene. Prossimo alla sconfitta, il re nascose l'Ore in un idolo di pietra; la statua venne alla vita col nome di Tak, e si incaricò di vendicare la sua civiltà perduta.
- Vallah: una principessa guerriera vichinga, fu impossibilitata a combattere a causa di una bufera; rifugiatasi in una grotta, vide una luce dietro un muro di ghiaccio, e una volta abbattutolo, la spada venne a contatto con l'Ore. Con questo nuovo potere, Vallah divenne così una dea a capo di un reame di ghiaccio.
- Voodoo: in un villaggio dei Caraibi, un sacerdote malvagio sottomise il suo popolo con la sua magia nera. I suoi schiavi decisero però di ribellarsi, così lo arsero vivo per vendetta e gettarono il suo cadavere in una palude, ignari che in essa si nascondeva l'Ore. Voodoo fu così riportato in vita come dio dei non-morti.
- Warhead: ritenendo che in un centro di ricerche fossero in atto degli esperimenti per produrre armi nucleari fusi con il potere dell'Ore, gli ufficiali del governo statunitense mandarono il loro migliore agente ad indagare sull'accaduto. Quando l'agente arrivò al centro di ricerche, l'edificio esplose; l'uomo sopravvisse miracolosamente, ma il suo corpo fu cosparso di frammenti di Ore, che lo resero potentissimo. Divenne così Warhead, un guerriero superumano.

### Boss
- Grox: è il boss intermedio, un gigantesco mostro simile a una rana.
- Exor: è il boss finale, visibile anche sulla copertina del gioco.

## Modalità di gioco
Il gameplay è simile a quello di Mortal Kombat 4 e utilizza uno stile di comandi quasi identico col quale eseguire calci e pugni alti e bassi. Il tasto "Corsa" ("Run") è stato invece sostituito da quello "3D" che quando usato in combinazione con altri controlli, in genere il joystick, permette di eseguire attacchi o schivate diverse. Inoltre, tutti i personaggi possiedono non solo la classica fatality (una per personaggio), ma anche una mossa teletrasporto con la quale portarsi vicino all'avversario.
In modalità giocatore singolo, il giocatore deve affrontare tutti gli altri nove combattenti, sé stesso, e infine i due boss: Grox ed Exor.

## Accoglienza
| Testata              | Versione | Giudizio |
| -------------------- | -------- | -------- |
| N64 (30 aprile 2021) | EGM      | 5.25/10  |
| Game Revolution      | N64      | D+       |
| GameSpot             | N64      | 6.1/10   |
| GameSpot             | PC       | 5.3/10   |
| IGN                  | N64      | 4.3/10   |
| Next Generation      | Arcade   | [ 6 ]    |
| Next Generation      | N64      | [ 7 ]    |
| N64 Magazine         | N64      | 46%      |

L'accoglienza della critica per War Gods è stata piuttosto altalenante. Una delle più grandi critiche è stata sollevata sul cast dei personaggi, ritenuti troppo generici. Matt Casamassina di IGN li ha definiti eccessivamente banali, ma al contrario Game Revolution ne apprezzò la varietà.
In ogni caso, i voti sono stati mediocri: D+ da Game Revolution, 6, 1/10 dalla GameSpot e 4,3/10 dalla IGN.